# Obchodní dům Baťa (Brno)
Obchodní dům Baťa (původně Brouk a Babka, později Moravanka) je obchodní dům v centru Brna v České ulici č. 160/4. Byl postaven v roce 1934 podle vítězného návrhu architekta Miloslava Kopřivy pro firmu Brouk a Babka.
Dům založený na sedmipatrovém železobetonovém skeletu mírně ustupuje z uliční fronty, fasáda se žlutobéžovým keramickým obkladem nese mimo parteru výrazné horizontální pásy oken, které se střídají s pásy parapetů. Krytý vstupní prostor v přízemí má podobu pasáže s prosklenými zaoblenými vitrínami, který se později objevil i třeba u pražské Bílé labutě, též náležící k řetězci Brouk a Babka.
Ve své době to byla moderní funkcionalistická stavba s eskalátory a v 5. patře s dětským koutkem, kam rodiče mohli umístit své děti po dobu, než si vyřídili své nákupy. Administrativní zázemí se nacházelo v nejvyšším patře, které ustupovalo dozadu a tvořilo terasu.
Po znárodnění firmy Brouk a Babka v roce 1948 zůstal obchodní dům zachován, ovšem už v rámci státního podniku. Od 90. let 20. století slouží budova jako obchodní dům s obuví a galanterií firmy Baťa, jejíž původní brněnské sídlo se nacházelo v Obchodním domě Centrum.
Dům je chráněn jako kulturní památka České republiky.